# Munasawagi Scarlet

Coperta Munasawagi Scarlet

"Munasawagi Scarlet" (胸さわぎスカーレット?) - (Prevestire roș-aprinsă) este al 12-lea single al trupei Berryz Kobo. A fost lansat pe 6 decembrie 2006, iar DVD-ul Single V pe 27 decembrie 2006.

## Track List

### CD
1. Munasawagi Scarlet(胸さわぎスカーレット)
2. Aitai Kedo...(会いたいけど... - Vreau să te întâlnesc, dar ...) 
3. Munasawagi Scarlet (Instrumental)(胸さわぎスカーレット (Instrumental)) 

### Single V
1. Munasawagi Scarlet 
2. Munasawagi Scarlet(Dance Shot Ver.) 
3. Making Of (メイキング映像)

## Credite
1. Munasawagi Scarlet ( 胸さわぎスカーレット ) 
- Versuri și compoziție: Tsunku (つんく)
- Aranjare: Yuasa Kouichi (湯浅公一)

2. Aitai Kedo... ( 会いたいけど... ) 
- Versuri și compoziție: Tsunku (つんく)
- Aranjare: Takahashi Yuichi (高橋諭一)

## Interpretări în concerte

### Munasawagi Scarlet
- Hello! Project 2007 Winter ~Wonderful Hearts Otome Gocoro~
- Hello! Project 2007 Winter ~Shuuketsu! 10th Anniversary~
- 2007 Sakura Mankai Berryz Koubou Live ~Kono Kandou wa Nidoto Nai Shunkan de Aru!~
- Berryz Koubou Concert 2007 Haru ~Zoku Sakura Mankai Golden Week -Compilation~
- Berryz Koubou & °C-ute Nakayoshi Battle Concert Tour 2008 Haru ~Berryz Kamen vs Cutie Ranger~

### Aitai Kedo...
- 2007 Sakura Mankai Berryz Koubou Live ~Kono Kandou wa Nidoto Nai Shunkan de Aru!~
- Berryz Koubou Concert 2007 Haru ~Zoku Sakura Mankai Golden Week -Compilation~
- Berryz Koubou Concert Tour 2009 Haru ~Sono Subete no Ai ni~ - Tsugunaga Momoko, Kumai Yurina (împreună cu Tokunaga Chinami, Sudou Maasa)

## Prestații TV
- 23.11.2006 - Oha Star
- 17.12.2006 - Hello! Morning
- 22.12.2006 - Music Fighter
- 23.12.2006 - Melodix!